# Kroppsdel
| Kroppsdel |
| --- |
| Foten är en av människans kroppsdelar. - Betydelse – avgränsad del av människans kropp - Exempel – arm, hand, ben, fot, huvud - Funktion – del av individens rörelseapparat, kan utföra gester, innehåller olika organ |

Kroppsdel är en anatomisk term. Den avser en topografiskt avgränsad del av människans eller andra organismers kroppar. Exempel hos människan är armar och ben, händer och fötter. Hos insekter är huvud, mellan- och bakkropp tydliga kroppsdelar. Även olika inre organ, med olika funktioner, kan definieras som olika kroppsdelar.

## Olika delar
En kroppsdel utgör inte en väldefinierad del av kroppen. Till exempel kan "arm", förutom överarmen, armbågen och underarmen även avse axeln och handen. Dessutom kan till exempel "armbåge" syfta på såväl armbågsleden, armbågsutskottet (olekranon) eller på hela området kring armbågsleden, vilket även inkluderar bland annat armvecksgropen.
Ordledet -del är ett praktiskt men ofta otydligt benämnande av områden på kroppen som skiljer sig åt. Man kan tala om överkroppen, vilket i regel syftar på allt som finns från midjan och uppåt. Den undre halvan av kroppen är då underkroppen; med kläderna på syns avgränsningen ibland som där byxorna eller kjolen börjar. Området kring könsorganen omnämns ibland som personens underliv, och denna är en av många delar av underkroppen.
Delar av människans kropp kan också uppdelas funktionellt i organ.

### Hos andra djur
Kontrasten mellan över och under används hos människan, eftersom hon ofta står upp, på två ben. För fyrfotadjur motsvaras denna motsatsställning av fram- och bakkropp, åtminstone i samband med styckning vid framställning av kött. Hos insekter skiljs ofta mellan tre olika grundläggande kroppsdelar, där dessa tre kan beskrivas som huvud, mellankropp (thorax) och bakkropp.

## Etymologi
Ordet kroppsdel finns i svensk skrift sedan 1734. Det är en sammansättning av kropp (i svensk skrift sedan 1526) och del (i svensk skrift sedan 1541).

## Exempel på några kroppsdelar
- Arm
- Axel
- Ben
- Fot
- Hals
- Hand
- Huvud
- Lår
- Nacke
- Vad